# Ateleute nigriceps
Ateleute nigriceps là một loài tò vò trong họ Ichneumonidae.